# Folkets park, Nyköping
Folkets park i Nyköping var en tidigare folkpark belägen vid Hjortensberg i stadsdelen Isaksdal. Idag heter anläggningen Träffen och är en dans- och konferensanläggning.

## Historia
1905 gjordes en första plan att inneha en folkpark i Nyköping. I slutet av året fattades beslutet att Hjortensberg hages mark i nuvarande kvarteret Brandkärr skulle bli folkpark. Folkets Park i Nyköping invigdes den 13 maj 1906. År 1910 anlades en teater. Tio år senare tillkom en dansbana och år 1924 byggdes en servering. 1928 moderniserades teatern.

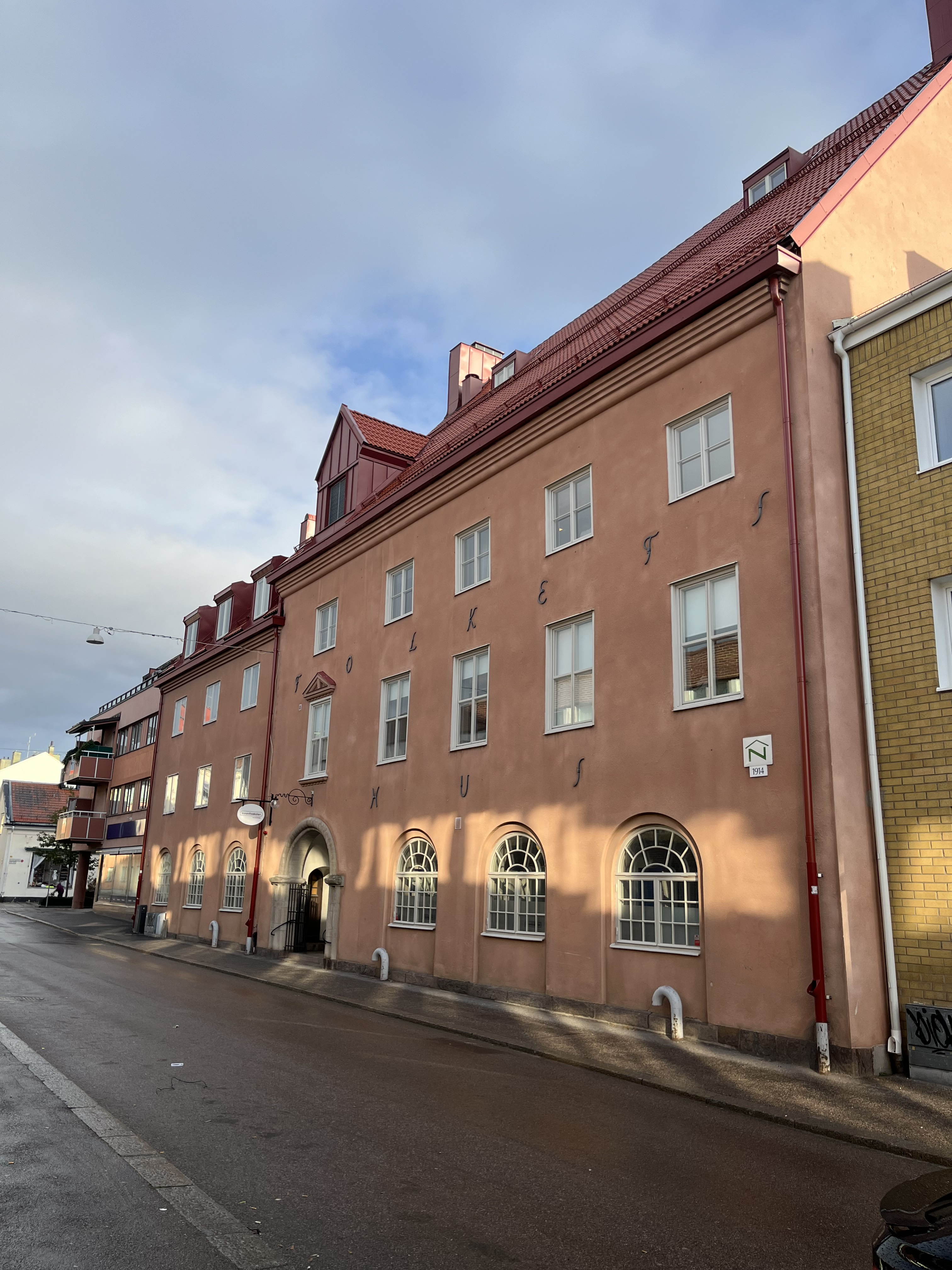
Inskriften Folkets Hus finns fortfarande kvar på byggnaden på Östra Kyrkogatan 11.

### Tidigare Folkets hus i Nyköping
Nyköpings Folkets Hus-förening grundades den 5 mars 1899. Den första lokalen var en sadelmakarverkstad på Västra Kvarngatan 6. Från och med år 1900 hyrde föreningen en lokal på Repslagargatan 4. Nyköpings första Folkets hus var från år 1907 beläget vid Järnvägsgatan. Huset låg dock inte centralt nog i Nyköping och ansågs inte vara stort nog. År 1910 såldes huset och en ny fastighet inköptes mer centralt. År 1914 började man med nya planer som förverkligades i en ny byggnad på Östra Kyrkogatan. Den 6 november 1915 invigdes Folkets Hus i den nya byggnaden som även rymde stadsbiblioteket mellan åren 1927 och 1970. Det fanns under en period även ett café och en bio i byggnaden.
Byggnaden finns kvar än idag, men används år 2024 som islamisk kulturcentrum och skola.

## Bilder

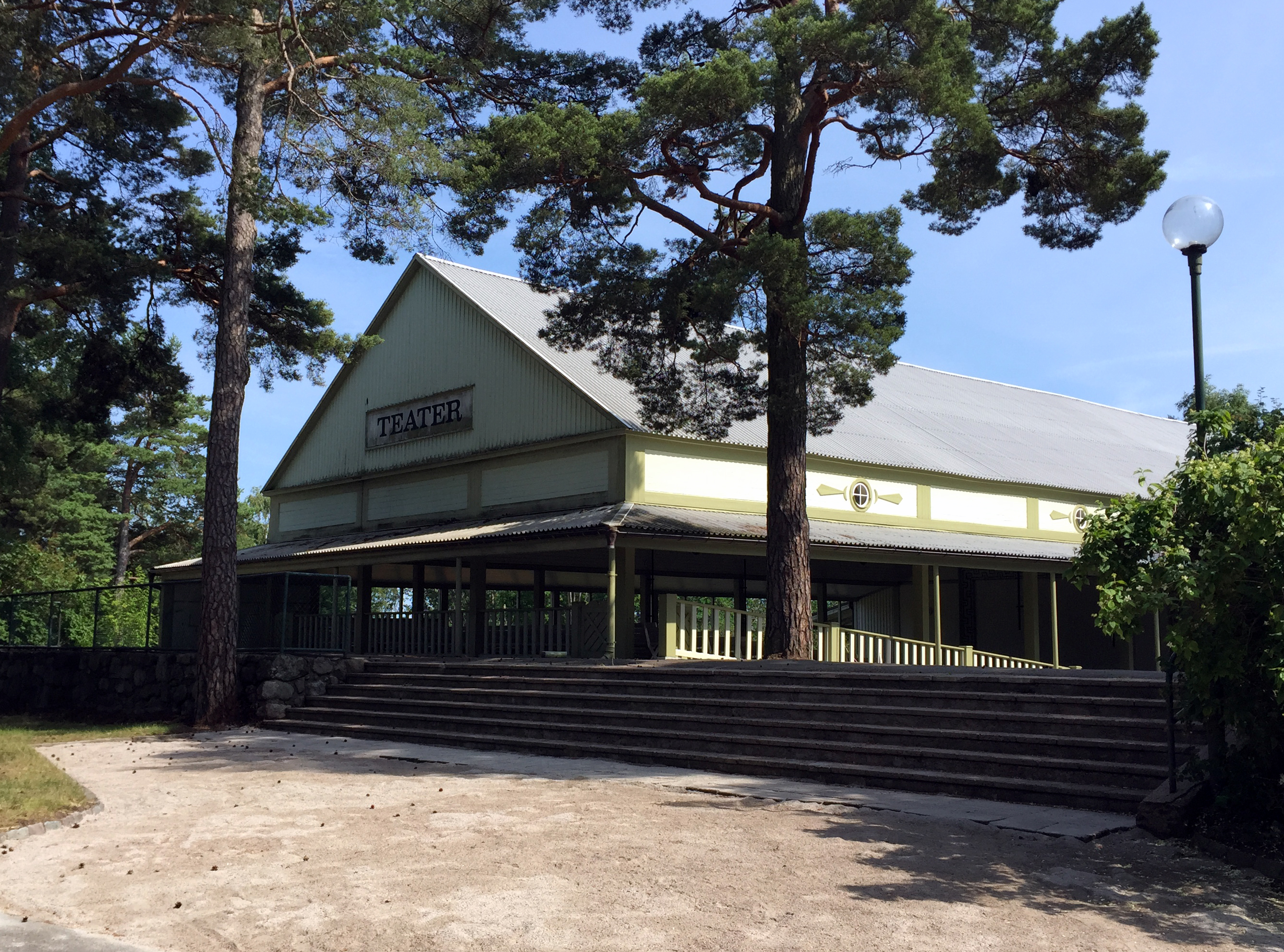
Teaterbyggnaden.
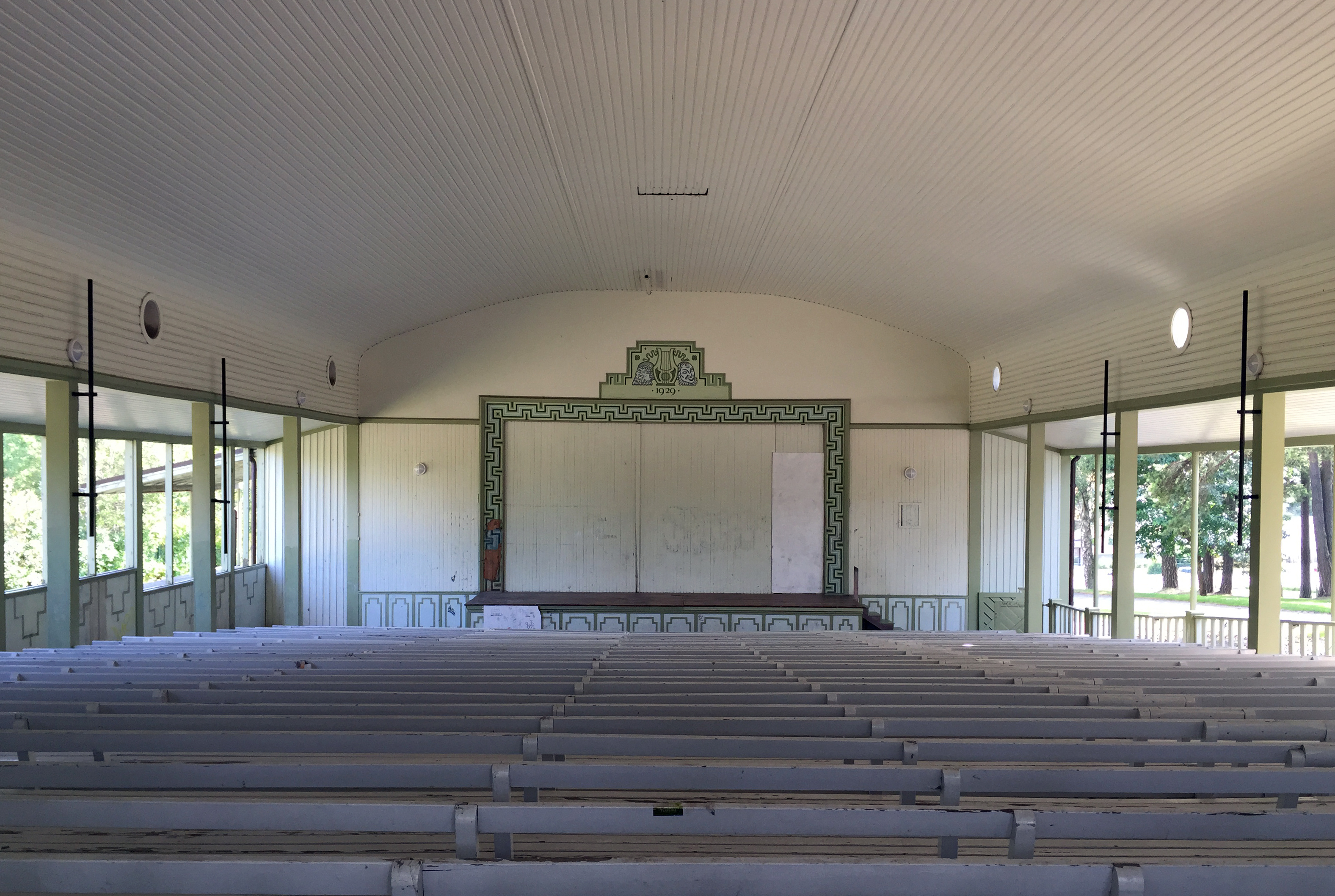
Teaterlokalen.
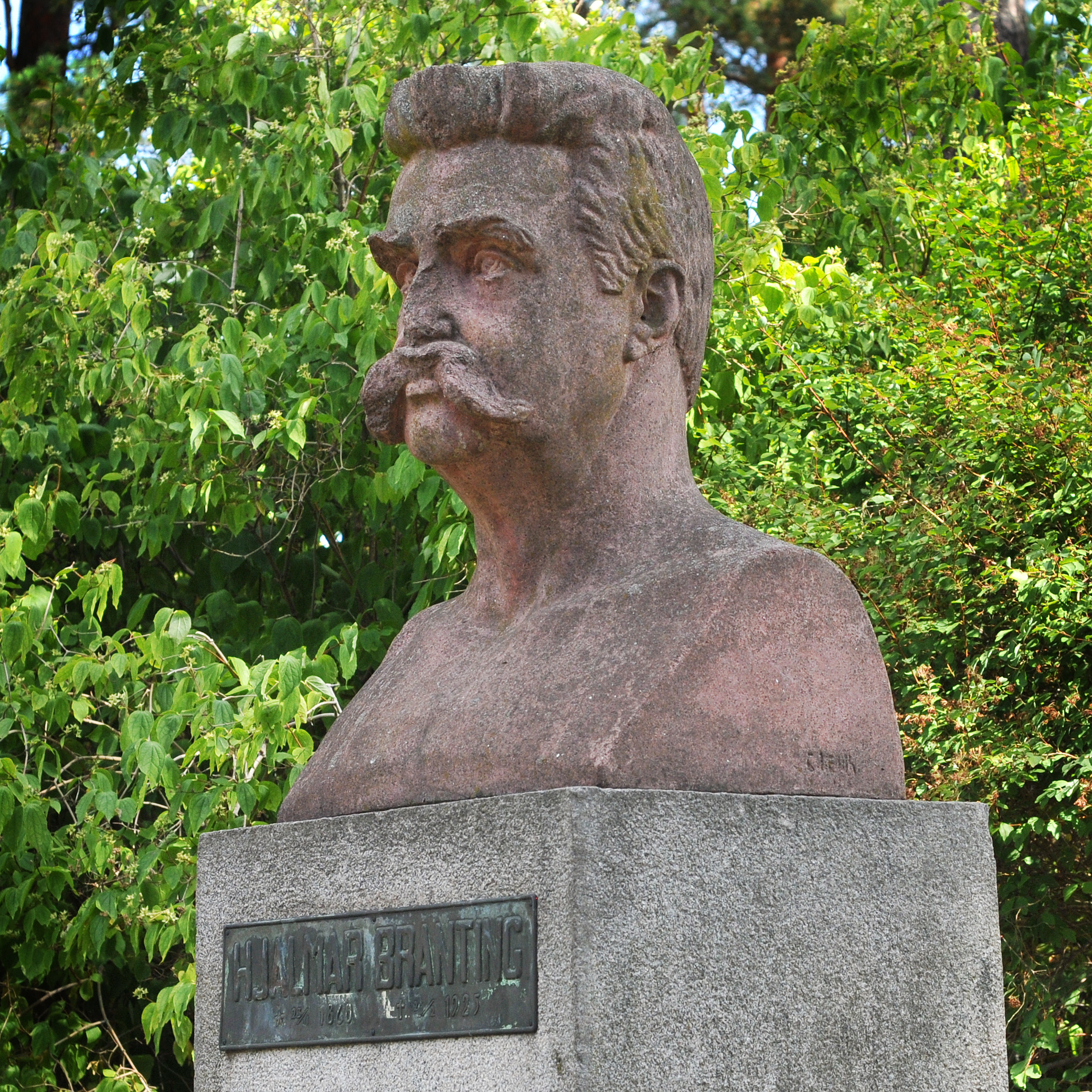
Hjalmar Brantings byst.
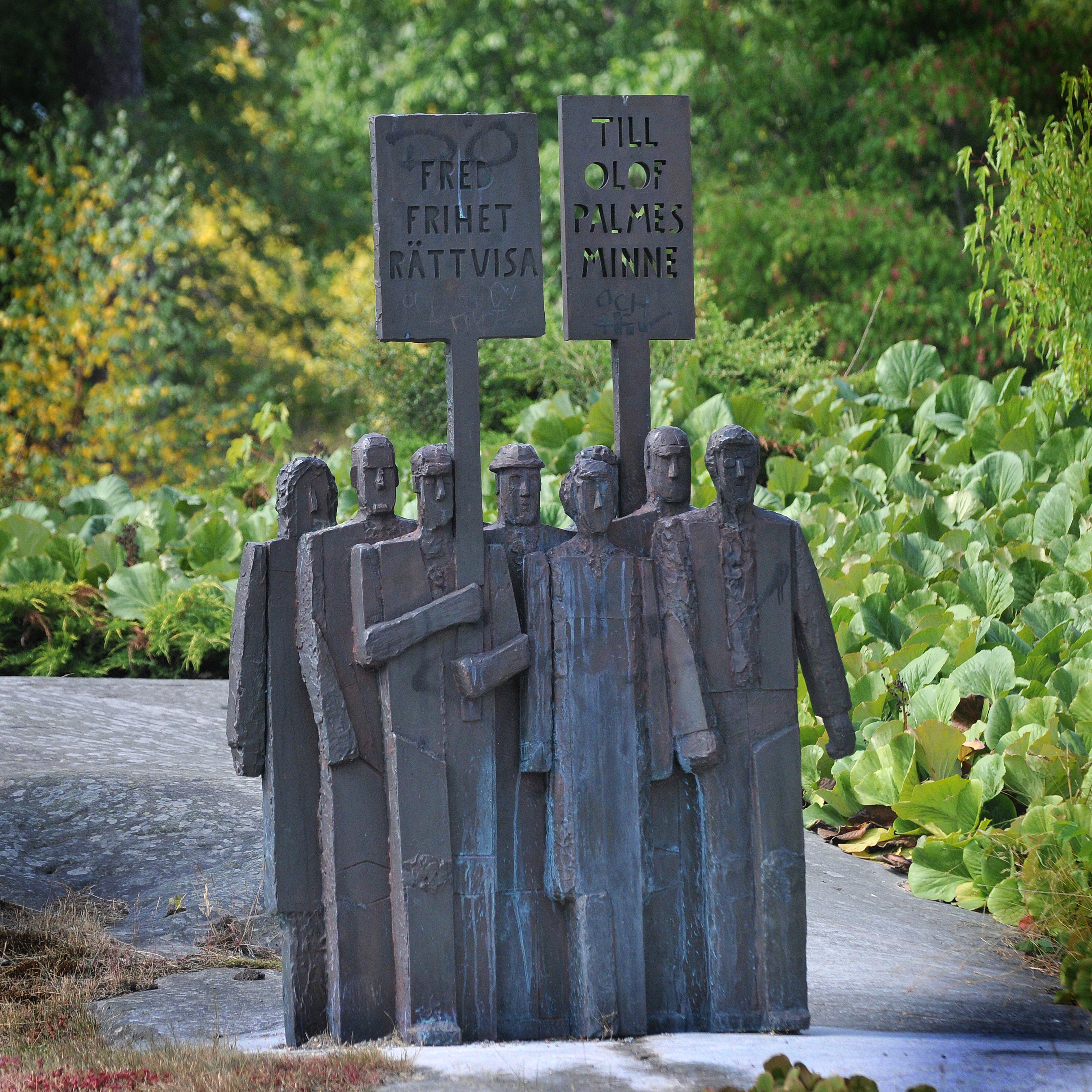
Palmemonumentet utanför parken.